# Henri Redon
Pour les articles homonymes, voir Redon (homonymie).
Henri Redon, né le 24 juin 1899 à Saint-Cirq-Lapopie et mort le 1er juin 1974 à Tour-de-Faure (Lot), est une personnalité médicale et un grand chirurgien.

## Biographie
Ancien  élève du lycée Gambetta de Cahors, il a fait ses études de médecine à Toulouse puis à Paris où il a mené une brillante carrière de chirurgien.
Le 12 novembre 1957, il est nommé titulaire de la chaire de clinique chirurgicale de cancérologie à la Faculté de médecine de Paris. Il fut membre de l'Académie nationale de médecine et de l'Académie nationale de chirurgie.
On lui doit notamment la parotidectomie pour tumeur mixte avec dissection du nerf facial (permettant d'éviter une paralysie faciale secondaire) et le drainage aspiratif qui porte son nom.
À l'âge de 16 ans, peu avant son départ à la guerre, il avait été un des premiers à pénétrer dans la grotte préhistorique du Pech Merle à Cabrerets (Lot), sans atteindre toutefois les salles ornées de peintures et gravures.